# Dana Cup
Dana Cup är en årlig fotbollsturnering för ungdomar som hålls i Hjørring i Danmark i slutet av juli. Turneringen startade 1982 och har deltagande lag från flera olika länder runt om i världen.